# Ольдоини, Вирджиния
Графиня Вирджиния ди Кастильоне или просто Ла Кастильоне (итал. La Castiglione), урождённая маркиза Вирджиния Елизавета Луиза Карлотта Антуанетта Тереза Мария Ольдоини (итал. Virginia Elisabetta Luisa Carlotta Antonietta Teresa Maria Oldoïni; 22 марта 1837, Флоренция — 28 ноября 1899, Париж) — итальянская аристократка, парижская светская львица, фотомодель.

## Биография
Уроженка Флоренции. В 16 лет вышла замуж за графа Франческо ди Кастильоне, в 1855 году родила ему сына. В том же году переехала в Париж, где вскоре стала возлюбленной Наполеона III. Так она, среди прочего, выполняла поручение своего кузена, графа Кавура убедить Наполеона не препятствовать объединению Италии. Их связь длилась лишь два года, но она открыла красавице двери в гостиные германской императрицы Августы, Отто фон Бисмарка, Адольфа Тьера.
С 1856 года она стала постоянной моделью фотографа императорского двора Пьера-Луи Пьерсона, оставившего свыше 400 её снимков. Пьерсон любил снимать Кастильоне в различных театральных костюмах, несколько раз он отдельно снимал её ноги. Большое собрание её фотографий поступило в 1975 году в музей Метрополитен. В 1857 году портрет графини написал известный английский живописец Джордж Фредерик Уотс, однако в том же году отношения графини с императором Наполеоном III закончились.

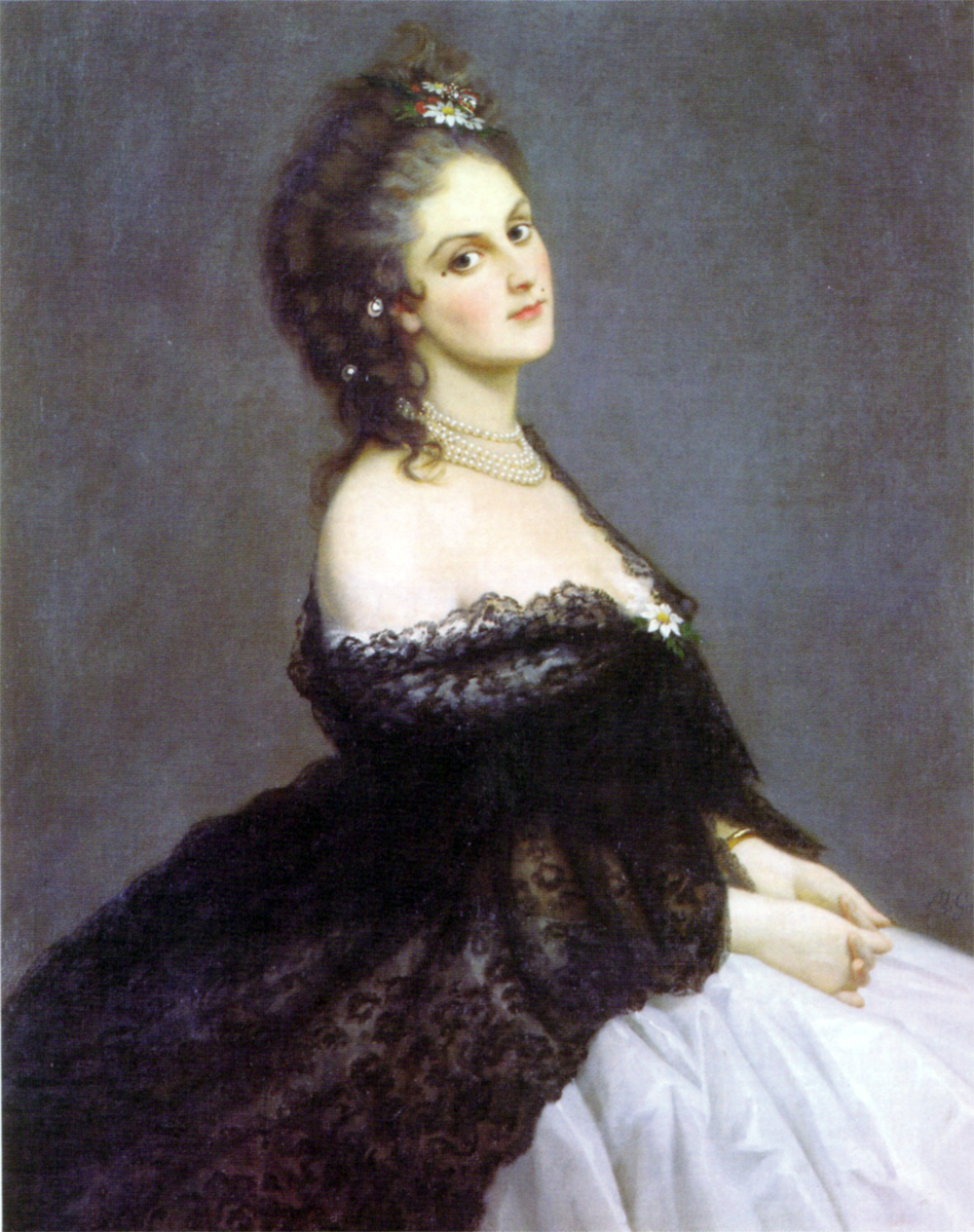
Микеле Гордиджани. Портрет графини ди Кастильоне, 1862

После разрыва с Наполеоном III и нескольких лет пребывания в Италии графиня вернулась во Францию, поселилась в Пасси. Один из современников, видевший графиню в 1863 году на балу в Тюильри, писал: 

Я нашёл статную женщину не первой молодости с правильными чертами лица и довольно длинным носом, яркими красками, большими глазами, по мнению многих выразительными, но, по моему мнению, выражающих только удивление, что, впрочем, было бы весьма несправедливо, потому что женщина эта удивляет только других, сама же ничему не удивляется. Платье на ней было белое с чёрным (траурное), на голове стояли в ряды сияния чёрные перья, похожие на павлиньи, такие же перья покрывали плечи и падали по платью. Наряд поистине оригинальный, уже одного такого костюма достаточно, чтобы обратить на себя внимания. Прибавить к этому, что красавица эта всегда так одевается, занята только своей красотой и довольно грубо обходится со всеми, что, несмотря на её щегольство, у неё нет состояния и, что об отношениях её с императором долго носились не совсем добрые слухи, то станет понятно, почему парижане толпятся около графини Кастильоне.
В ходе франко-прусской войны она выполнила важное секретное поручение — отговорить Бисмарка от оккупации Парижа (столица не была оккупирована). В 1880-е годы, страдая от неврастении, затворилась в своём особняке на Вандомской площади, где стены были затянуты чёрным, а зеркала занавешены. Она не хотела видеть, что с ней сделало время, избегала чужих взглядов и выходила из дома лишь по ночам.
Умерла от апоплексического удара. Похоронена на кладбище Пер-Лашез.

## Наследие и посмертная слава
Известный поэт-символист, друг Уистлера и Пруста, коллекционер, библиофил и денди Робер де Монтескью, заворожённый красотой графини, тринадцать лет писал её биографию (издана в 1913 году), а после смерти Кастильоне собрал большинство её фотографий, 275 из них находятся сейчас в нью-йоркском музее Метрополитен.
В 1955 году о графине ди Кастильоне был снят одноимённый фильм (реж. Жорж Комбре), в заглавной роли выступила американская актриса Ивонн де Карло.  В телевизионном сериале 2006 года (режиссёр Жозе Дайан) заглавную роль сыграла Франческа Деллера. Жизни графини посвящены несколько романов. 

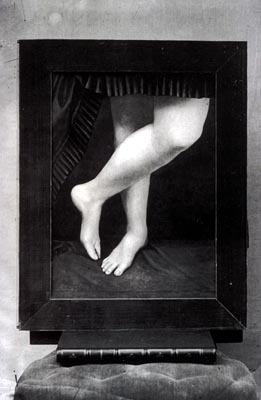
Ноги графини ди Кастильоне, фотография Пьерсона

Во Флоренции на площади Святого Августина в 2000 году была установлена памятная доска в честь графини ди Кастильоне.
Итальянский парфюмер Стефано Фречери создал духи Графиня ди Кастильоне (см.: ).

## Образ в литературе
Черты графини вошли в портрет Клоринды, героини романа Золя «Его превосходительство Эжен Ругон» (1876). Ряд женских образов в романах Габриеле д'Аннунцио повторяет черты графини ди Кастильоне.